# RE-완전
RE-완전은 복잡도 종류 RE에서 완전한 결정 문제의 집합이다. 완전하다는 용어의 뜻은 NP-완전 같이 다른 xx-완전 복잡도 종류에서 쓰는 뜻과 같다. RE-완전은 순환 열거 문제 중에서 "가장 어려운" 문제의 집합이라고도 할 수 있다. 

## 같이 보기
- RE (복잡도)